# Die Trolle
Die Trolle ist ein deutscher Fantasyroman von Christoph Hardebusch, der im Frühjahr 2006 im Heyne Verlag erschien.
Der Roman wird in zahlreichen Rezensionen als spannend und mitreißend beschrieben. Dem Autor gelingt es, obwohl dies seine erste Romanveröffentlichung ist, Die Trolle in die erfolgreiche Serie von Die Orks, Die Zwerge, Die Drachen und Die Elfen einzuordnen. Diese Serie wird gerne als neue Blüte deutscher High Fantasy angesehen, wobei die initiierende Romantrilogie Die Orks vom englischen Autor Stan Nicholls stammt.
Mittlerweile existieren von den Büchern der Troll-Reihe auch Übersetzungen in Italienisch, Niederländisch, Russisch und Tschechisch.
Trotz des Titels Die Trolle ist der Protagonist ein Mensch. Trolle spielen eine entscheidende Rolle im Buch, auch wenn die meisten Charaktere Menschen sind. Auch wird im ersten Band keines der Kapitel oder Abschnitte des Romanes aus der Sicht eines Trolles dargestellt. Letzteres geschieht erst im zweiten Band Die Schlacht der Trolle, in dem einige Kapitel aus der Perspektive der Troll-Charaktere Kerr oder Anda erzählt werden.

## Auszeichnungen
Der Roman Die Trolle wurde im Oktober 2007 mit dem „Deutschen Phantastik-Preis“, der jährlich von der Website phantastik-news.de vergeben wird, als „Bestes Debut“ ausgezeichnet.

## Handlung
Das Land Wlachkis, das von der umschließenden Bergkette der Sorkaten begrenzt wird, ist hart umkämpft: Die einheimischen Wlachaken werden von dem vor zweihundert Jahren einmarschierten kriegerischen Volk der Masriden unterdrückt. Die Hochebene Mardew ist der letzte freie Teil von Wlachkis und wird von Ionna cal Sares verteidigt. Der größte Teil des eroberten Wlachkis jedoch wird von dem masridischen Tyrannen Zorpad Dîmminu mit eiserner Hand regiert. Zorpad strebt den Königstitel und die Herrschaft über das ganze Land an. Beides bleibt ihm jedoch verwehrt, da noch zwei weitere Masridenfürsten im Osten von Wlachkis herrschen und ebenfalls Anspruch auf den Thron erheben. Wlachkische Rebellen kämpfen in den unterdrückten Gebieten für die Freiheit ihres Landes und werden ohne Gnade verfolgt und getötet. Da zu Beginn der Geschichte zwischen den Masriden und den freien Wlachaken des Mardew ein brüchiger Friede herrscht, verurteilt Ionna die Taten der Rebellen offiziell, unterstützt sie jedoch im Stillen.
Einer dieser Rebellen ist Şten cal Dabrân, ein junger wlachkischer Adliger, dessen Eltern von den Masriden getötet wurden. Nach einem mehrjährigen Dasein als Rebell wurde er schließlich von Zorpads Häschern gefangen, in einen engen Käfig gesperrt und tief im Wald an einen Ast gehängt, wo er nun auf seinen Tod warten sollte. Doch bereits in der darauffolgenden Nacht finden ihn fünf Trolle, die Şten davon überzeugen kann ihnen helfen zu können, so dass sie ihn in dem Käfig mitnehmen. Die normalerweise unterirdisch lebenden Trolle sind an der Oberfläche unsicher und orientierungslos, so dass sie einen Führer benötigen. Außerdem fallen die Trolle bei Sonnenaufgang in einen tiefen Schlaf. Diese Gelegenheit nutzt Şten schließlich, um sich aus seinem Käfig zu befreien. Er entscheidet sich aber, bei den Trollen zu bleiben und sie durch das Land zu führen, da er befürchtet, dass die riesigen Wesen ansonsten Verwüstungen unter den Menschen anrichten würden. Außerdem fühlt er sich ihnen verpflichtet, da er ihnen sein Wort gegeben hat, ihnen zu helfen.
Die Trolle sind bezüglich des Umgangs mit Şten unterschiedlicher Meinung, doch ihr Anführer Druan setzt sich schließlich gegen den feindseligen Pard durch, der Şten am liebsten töten und verspeisen würde. Şten erfährt, dass die Trolle den Albus Sunas suchen, einen religiösen Orden, der einst mit den Masriden in das Land gelangte und die Sonne als Gottheit verehrt. Die Trolle machen den Orden für die Erdbeben in ihren Höhlen verantwortlich, die bereits zahlreichen Trollen das Leben gekostet haben und sie im Krieg gegen ihre Todfeinde, die Zwerge, schwächen.
Zur gleichen Zeit kämpft sich der menschliche Spion Sargan Vulpon durch die Zwergenfeste Tesharak, die über die unterirdische Handelsverbindung zwischen Wlachkis und dem östlichen dyrischen Imperium wacht. Der Auftrag Sargans ist es, die Handelsroute auszukundschaften, da seinen dyrischen Auftraggebern das zwergische Handelsmonopol zu Wlachkis ein Dorn im Auge ist. Sargan entkommt aus der Feste und gelangt nach Teremi, der Hauptstadt Zorpads. Dort versteckt er sich im Karren zwergischer Händler.
Die Zwerge entdecken Sargan zur gleichen Zeit, zu der die Trolle auf die Zwergenhändler stoßen. Bei einem kurzen blutigen Gefecht werden alle Zwerge getötet und Şten erfährt von Sargan, dass das kleine Volk anscheinend regen Handel mit Zorpad treibt, ohne jedoch eine direkte Bezahlung für ihre gelieferten Waffen zu erhalten. Şten vermutet zudem, dass Zorpad sich für einen neuen Krieg gegen die freien Wlachaken rüstet.
In Teremi gelingt es Şten und einigen weiteren Rebellen trotz eines Verrats in ihren Reihen, mithilfe der Trolle, Sargan und Ştens Zwillingsschwester Flores cal Dabrân, einige wlachakische Geiseln aus Zorpads Festung zu befreien. Unter den Geiseln befindet sich auch die Schwester Ionnas, Viçinia cal Sareş, die von Şten insgeheim geliebt wird. Bei der Flucht kommen allerdings Ştens langjähriger Freund Natiole und der Troll Zdam ums Leben. Nachdem er zwei Priester des Albus Sunas belauschen konnte, vermutet Şten die Quelle der Probleme der Trolle im Kloster Starig Jazek. Außerdem müssen die Trolle feststellen, dass die Priester des Albus Sunas dazu in der Lage sind, selbst in der Nacht Sonnenlicht heraufzubeschwören, was sie außer Gefecht setzt.
Auf ihrer Flucht finden die Trolle, Wlachaken und Sargan Unterschlupf bei dem Geistseher Vangeliu. Die Anhänger dieser alten Religion der Wlachaken werden vom Albus Sunas verfolgt, weshalb der alte Mann abgeschieden in einer einsamen Hütte lebt. Şten erfährt von ihm, dass sich im Kloster Starik Jazek ein Brunnen befindet, dessen Schacht bis in die Eingeweide der Erde reicht und an dessen Grund ein Dunkelgeist ruht, der früher durch die Gebete der Geistseher beruhigt wurde. Mittlerweile wird der Dunkelgeist jedoch durch den Albus Sunas gequält, um die Behausungen der Trolle einstürzen zu lassen. Die Bekämpfung der Trolle durch den Orden der Sonnenmagier scheint von Zorpad in Auftrag gegeben worden zu sein, während die Zwerge dies als Bezahlung für ihre Güter wünschen.
Nach dem Aufenthalt bei dem alten Geistseher trennt sich die Reisegruppe. Flores und die flüchtigen Geiseln kehren zurück ins Mardew. Şten, Sargan und die Trolle machen sich dagegen auf den Weg zum Kloster. Dabei werden sie von werwolfähnlichen Kreaturen überfallen und der Troll Roch wird getötet. Endlich im Kloster angelangt, gelingt es der Gruppe, unbemerkt zu dem Brunnenschacht vorzudringen und die sieben Priester, die dort ein Ritual ausführen, zu töten. Die Trolle sehen ihre Aufgabe als erfüllt an und klettern durch den Schacht in ihre unterirdische Welt zurück. Şten und Sargan flüchten, wobei Sargan einen Abhang hinunterstürzt und deshalb von Şten für tot gehalten wird.
Währenddessen bereiten sich die Wlachaken auf den Krieg vor. Vorräte werden aufgestockt und Strategien werden diskutiert. Ionna möchte Zorpads Heer in ihrer Burg erwarten, während der vom Kloster zurückgekehrte Şten auf einen offenen Krieg plädiert. Schließlich wird Şten mit drei weiteren Kriegern als Kundschafter zu Zorpads Heer geschickt, das bereits auf dem Vormarsch ist.
Indessen wird Sargan von einer masridischen Heilerin versorgt und erlangt teilweise das Vertrauen Zorpads durch seinen Status als Repräsentant des dyrischen Imperiums.
Bei seiner Rückkehr von Zorpads Feldlager trifft Şten auf 70 Trolle, die von den Stammesführern Pard und Turk angeführt werden und sich entschlossen haben, den Wlachaken in ihrem Krieg beizustehen, da die Masriden ein Bündnis mit den Zwergen eingegangen sind. Die Zwerge wiederum senden eine Abteilung von 300 Kriegern an Zorpads Seite. Zorpad ist von seinem Sieg überzeugt, da er auf die Albus-Sunas-Priester vertraut, die die Trolle mit ihrem Sonnenlicht-Zauber selbst in der Nacht kampfunfähig machen können.
Bei Einbruch der Nach greift das wlachakische Heer die Masriden an. Das Sonnenlicht der Priester lässt die Trolle augenblicklich einschlafen, doch dies hat Ionna erwartet: Ein Selbstmordkommando unter Şten versucht, seitlich zu den Priestern durchzustoßen, doch sie werden von den Masriden abgefangen. Zunächst drohen Ştens Bemühungen zu scheitern, doch mit Sargans Hilfe gelingt es ihm und seinen Mitstreitern schließlich, die Sonnen-Priester zu töten. Die Kampfgewalt der wieder erwachten Trolle besiegelt den Ausgang der Schlacht. Zorpad selbst stirbt durch Ionnas Klinge.
Şten und Viçinia sind schließlich ein Paar geworden. Auch hat sich der ehemalige Rebell mit seiner Schwester Flores ausgesöhnt, die bereits in ihrer Jugend im Kampf gegen die Masriden resignierte und der Rebellion ablehnend gegenüberstand. Die Trolle kehren nun endgültig unter die Erde zurück, die Wlachaken feiern ihren Sieg über Zorpad und hoffen nun auf die endgültige Befreiung Wlachkis’ von den beiden verbliebenen Masriden-Fürsten.

## Fortsetzungen

### Die Schlacht der Trolle
Die Fortsetzung Die Schlacht der Trolle spielt etwa ein Jahr nach den im Vorgängerband beschriebenen Ereignissen.
Im Land Wlachkis ist scheinbar Frieden eingekehrt, aber unter der Erde, im Reich der Trolle, ist ein Krieg zwischen zwei verschiedenen Gruppen von Trollen ausgebrochen. Anda, eine bereits aus dem ersten Teil bekannte Trollfrau, führt eine brutale und fast unsterbliche Meute von Trollen an, die sich zum Ziel genommen hat, alle Lebewesen auf der Erdoberfläche zu töten und auch jeden Troll, der ihre Ziele nicht unterstützt. Damit verstoßen sie und ihre Anhänger gegen die grundsätzliche für alle Trolle geltende Regel niemals einen anderen Troll zu töten. Die andere Gruppe wird von den Trollkriegern Pard und Turk angeführt. Darunter ist auch Kerr, der Zögling von Druan, der bereits zu Beginn der Geschichte von Anda getötet wird. Pard führt auf Druans Rat hin eine Gruppe überlebender Trolle an die Oberfläche, um den Menschen Şten um Hilfe zu bitten und den Grund für Andas abnormes Verhalten herauszufinden. Gemeinsam gehen sie nach Teremi, wo Şten eine Geistseherin um Rat zu fragen beabsichtigt.
Währenddessen bittet Ionna Viçinia darum, nach Turduj zu reisen, um mit Gyula Békésar, dem Marczeg des Landes, Friedensverhandlungen aufzunehmen. Als Viçinia mit Flores, der Schwester von Şten, in Turduj ankommt, werden sie beschuldigt, für Verwüstungen im Norden des Landes verantwortlich zu sein, die jedoch tatsächlich von Andas Trollen verursacht wurden. Viçinia und Flores werden deshalb in Turduj festgehalten. Die Burg wird aber schon nach wenigen Tagen von der Armee Laszlar Szilas’ angegriffen, dem zweiten Marczeg der Masriden in Wlachkis. Marczeg Gyula, mit dem Viçinia verhandeln sollte, stirbt und sein Sohn Tamár wird sein Nachfolger. Kurze Zeit später wird die Burg von den Angreifern erobert. Viçinia, Flores, einige Soldaten und der neue Marczeg Tamár können durch einen Geheimtunnel fliehen. Allerdings bricht der Tunnel ein und verschüttet Viçinia. Flores begleitet nun Tamár und dessen verbliebene Krieger auf deren Flucht. Als sie das Gebiet der freien Wlachaken erreichen, verbündet sich Tamár schließlich mit der wlachkischen Voivodin Ionna gegen Marczeg Laszlar.
Als Şten in Ionnas Feldlager von der Eroberung Turdujs und Viçinias Tod erfährt, bricht für ihn eine Welt zusammen. Er übergibt seine Pflichten als Baron von Dabrân an seine Schwester Flores und reist mit den Trollen zu Vangeliu, dem alten Geistseher, der im Sterben liegt. Von ihm erfahren sie, dass der Dunkelgeist, auch der weiße Bär genannt, dafür verantwortlich ist, dass Andas Trolle Kräfte besitzen, die denen gewöhnlicher Trolle weit überlegen sind. Şten macht sich mit den Trollen und einem Elf auf den Weg unter die Erde zum Dunkelgeist.
Viçinia wird von Soldaten des Marczegs Laszlar Szilas aus den Trümmern des Fluchttunnels in Turduj geborgen und von den Kriegern festgehalten. Sie wird allerdings von Sciloi Kaszón, der ehemaligen rechten Hand Zorpads, gerettet. Die Szarkin Sciloi steht nun im Dienste von Sargan und verweilt als Gesandte des dyrischen Imperiums bei Marczeg Laszlar. Sie schafft Viçinia aus der Burg heraus und gibt ihr ein Boot, um flussabwärts zu fahren, Marczeg Laszlars Truppen zu umgehen und dann nach Teremi zu flüchten. Viçinia ist allerdings von ihren Verletzungen so mitgenommen und ausgezehrt, dass sie es versäumt, auf der anderen Flussseite ans Ufer zu rudern. Stattdessen findet sie sich schließlich in den östlichen Bergen wieder, die der Fluss passiert. Dort entdeckt sie den verlassenen Hafen der Zwerge und trifft auf eine Gruppe von Trollen unter Führung von Turk. Auch Turks Stamm befindet sich auf der Flucht vor Anda und ihren Trollen. Turk entschließt sich Viçinia mitzunehmen und gemeinsam machen sie sich auf den Weg zum Dunkelgeist.
Die verbündeten Armeen der Wlachaken und der Masriden unter dem Oberbefehl von Tamár machen sich auf dem Weg zu einer Schlacht mit Szilas, der Tamar des Verrates der Masriden an die Wlachaken bezichtigt und selbst Anspruch auf die Königswürde über Ardoly erhebt. Trotz der zahlenmäßigen Überlegenheit der Wlachaken und der Masriden Tamárs, siegt Szilas dank einer List. Die verbündeten Armeen müssen schwere Verluste hinnehmen und die Voivodin Ionna fällt im Kampf. Aufgrund Ionnas Tod und dem scheinbaren Erlöschen des Hauses cal Sareş wird Flores die Nachfolge Ionnas angetragen. Die eigentlich stets auf ihre Unabhängigkeit bedachte Wlachakin weigert sich zunächst, erklärt sich dann aber dennoch bereit, die Voivodenwürde während des Krieges zu übernehmen. Da es Laszlar Szilas zudem gelungen ist, seinen Gegnern den Weg zur Hauptstadt Teremi abzuschneiden, entschließen sich Flores und Tamár dazu, sich in der Stadt Désa, im unzugänglichen Mardew zu verschanzen. Unterwegs dorthin wird der Armee der Weg abgeschnitten und sie müssen zum alten Kloster Starig Jazek fliehen, wo sie ihre Stellung zum Kampf vorbereiten.
Der Stamm von Pard wird, kurz bevor sie den Dunkelgeist erreichen, von Andas Trollen angegriffen. Nur mit Hilfe von Turks Stamm, der im rechten Augenblick auftaucht, ist es ihnen möglich, die blutrünstigen Angreifer zu besiegen. Auch Şten und Viçinia treffen sich nun wieder. Gemeinsam erreichen die beiden Trollstämme, die Menschen und der Elf nun die Höhle des Dunkelgeists, wo sie von weiteren Trollen und Anda persönlich angegriffen werden. Kerr, der von dem Elfen gelernt hat, sich gegen den Atem des Dunkelgeistes abzuschirmen, heilt den Dunkelgeist für einen Moment von seiner Wut, worauf Anda und ihre Trolle ihre neu gewonnene Stärke und erhöhte Regenerationsfähigkeit einbüßen. Die Stämme kämpfen gegeneinander und Pards Seite gewinnt. Pard jedoch ist durch den Kampf mit Anda schwer verwundet worden. Um die Trolle seines eigenen und Turks Stamm sowie Şten und Viçinia zu schützen, opfert Pard sein Leben.
Genau über ihnen machen sich die Heere des wlachkisch-masridischen Bündnisses und das Heer von Laszlar Szilas bereit zur Schlacht. Als der Kampf beginnt, kommen die Trolle und Şten durch einen großen Schacht an die Oberfläche und besiegen die Gegner der freien Wlachaken. Kerr, der sich seit der Berührung mit dem Dunkelgeist verändert hat, begibt sich nun als Berater Turks, des neuen Anführers der Trolle unter die Erde. Die Truppen des Marczegs und die der Wlachaken werden nach Désa gebracht, wo sie im folgenden den Winter über verweilen.
Im darauf folgenden Frühjahr hat Viçinia, als rechtmäßige Voivodin, die Herrschaft über die Wlachaken übernommen. Viçinias und Ştens gemeinsamer Sohn ist nun bereits geboren und trägt, nach Ştens verstorbenen Freund und Kampfgefährten, den Namen Natiole. Şten selbst hält weiterhin Kontakt zu Kerr und den Trollen. Die ehemalige Kriegs-Voivodin Flores wiederum kehrt Wlachkis den Rücken und begleitet Sargan ins dyrische Imperium.

### Der Zorn der Trolle
Im September 2008 erschien der dritte Teil namens Der Zorn der Trolle: Die Geschichte ist 20 Jahre nach Die Schlacht der Trolle angesiedelt. Der wichtigste Charakter aus den Reihen der Trolle ist, ebenso wie im unmittelbaren Vorgängerband, der mittlerweile erwachsene Kerr. Die menschlichen Hauptrollen spielen nun nicht mehr die alten Helden, wie Şten, Flores oder Sargan, sondern deren Kinder. Dennoch geht es wieder darum, den Dunkelgeist zu besänftigen bzw. zu heilen.
Zwei Jahrzehnte nach der Schlacht gegen Laszlar Szilas ist das Land zwischen den Bergen nur mehr in zwei Herrschaftsgebiete geteilt. Während im Westen der Voivode Şten cal Dabrân über die freien Wlachaken herrscht, wird der Osten immer noch von Tamár Békésar, dem einzigen verbliebenen Masriden-Marczeg beherrscht.
Şten ist mittlerweile Vater zweier erwachsener Söhne, Natiole und Ionnis, die aufgrund ihrer unterschiedlichen Mentalitäten und Einstellungen ein gespanntes Verhältnis zueinander haben.
Flores ist nun Anführerin einer Söldnertruppe im dyrischen Imperium. Ihrer Liebschaft mit Marczeg Tamár ist die gemeinsame Tochter Ana entsprungen, die ebenfalls im dyrischen Reich lebt und in die Fußstapfen ihrer Mutter getreten ist.
Dem Troll Kerr ist es mit der Zeit gelungen, Kontakt zu den überlebenden Trollen aus der Gefolgschaft Andas herzustellen. Da Kerr, ebenso wie Andas Kinder, vom Dunkelgeist berührt wurde, wird er von ihnen respektiert. Seitdem herrscht ein brüchiger Friede zwischen den gewöhnlichen Trollen und Andas Trollen. Da Kerr allerdings erkennt, dass er das einzige Bindeglied zwischen beiden Trollstämmen ist und somit der Friede mit den so genannten Tiefentrollen nur vorübergehend sein kann, beschließt er abermals an die Oberfläche zu gehen und Rat bei den Menschen zu suchen.
Zusammen mit Zran, dem neuen Anführer von Kerrs Trollstamm und dem Tiefentroll Wrag sucht Kerr seinen menschlichen Freund Şten auf. In den Legenden der Wlachaken wird von der Verwundung des Dunkelgeists und seiner damit einhergehenden Veränderung zu einem zornigen, leidenden Geistwesen berichtet. Kerr erhofft sich mit Hilfe von Şten und dem Geistseher Vintila eine Möglichkeit zu finden den Dunkelgeist zu heilen und dessen Zorn und Schmerz zu beenden. Kerr verspricht sich von seinem Ziel auch die Rückverwandlung der mit dem Dunkelgeist verbundenen Tiefentrolle zu gewöhnlichen Trollen, was eine dauerhafte Koexistenz der verschiedenen Trollstämme sichern würde.
Von Artaynis Vulpon, der Tochter Sargans erfahren die Trolle, dass die Waffe, die den Dunkelgeist einst verletzt hatte, sich wahrscheinlich im dyrischen Imperium befindet. Vintila ist der Ansicht, dass lediglich der Speer des dyrischen Prinzen, der den weißen Bären verwundete, ihn auch wieder heilen könne, woraufhin Kerr beschließt ins Imperium aufzubrechen und die Waffe zu suchen.
Da die Trolle einen Führer benötigen, bietet sich ihnen Ionnis, der jüngere Sohn Ştens, an sie zu begleiten. Als jedoch kurz darauf in der Feste Remis ein Feuer ausbricht, kommt Ionnis beinahe in den Flammen ums Leben. Lediglich durch das beherzte Eingreifen von Kerr und Natiole kann der junge Prinz gerettet werden. Natiole beschließt nun Ionnis' Platz einzunehmen und die Trolle zu führen.
Flores cal Dabrân und Marczeg Tamár Békésar führen seit zwei Jahrzehnten eine Liebesaffäre im Verborgenen. Zwar widerstrebt Tamár die Heimlichtuerei, doch Flores befürchtet, dass das Bekanntwerden ihrer Liaison den Groll der Masriden schüren würde und sie als Wlachakin niemals als Frau des Marczegs anerkannt werden würde. Aus diesem Grund trifft sich das Liebespaar seit Jahren sporadisch in einer Berghütte. Ihre Treffen bleiben zunächst unbemerkt, bis jedoch eine Bande von Auftragskillern den beiden auflauert. Dem Marczeg und der Söldnerin gelingt es zwar einige der Angreifer zu töten, doch letztlich fallen beide unter deren Klingen. Da Tamár aus Liebe und Treue zu Flores auf die Eheschließung mit einer masridischen Frau verzichtet hat und somit auch keine legitimen Nachkommen auf den Thron folgen können, stellt sich nun die Frage nach dem neuen Marczeg von Ardoly. Drei von Tamárs Cousins erheben nun Anspruch auf die Nachfolge des verstorbenen Marczegs. Dem kriegslüsternen Sziglos Békésar stehen dabei die eher gemäßigten Anwärter Tiradar Békésar und Vikolyi Arkos gegenüber. Letzterer fällt jedoch schon nach kurzer Zeit einem Hinterhalt von Sziglos zum Opfer.
Şten wiederum, der durch die Nachricht von Flores’ Tod schwer getroffen ist, favorisiert seine Nichte Ana als künftige Herrscherin von Ardoly, da sie Tamárs leibliche Tochter ist und als Halbwlachakin den Frieden zwischen Wlachaken und Masriden bewahren könnte.
Da Tiradar daran gelegen ist die Politik seines Vetters Tamárs fortzuführen und den Frieden mit Wlachkis zu wahren, bietet er Şten ein Bündnis gegen Sziglos an.
Dennoch scheint sich der charismatische Sziglos durchzusetzen und sich ein neuer Krieg zwischen Masriden und Wlachaken anzubahnen, was Artaynis dazu veranlasst, Natiole ins dyrische Reich zu folgen, um ihn vor der Rückkehr über den Erköl-Pass zu warnen, da Letzterer in masridisches Gebiet führt.
In der Hauptstadt des goldenen Imperiums angekommen, treffen Natiole und die Trolle auf Sargan und Ana. Um an den sagenumwobenen Speer zu gelangen, der einst dem Schutzgeist von Wlachkis zum Verhängnis wurde, benötigen die Trolle jedoch eine Audienz beim dyrischen Imperator. Da ihnen diese vorerst nicht gebilligt wird, fordert Wrag sich die Zeit mit Kämpfen in der Arena von Colchas zu vertreiben, was ihm und den beiden anderen Trollen auch gestattet wird.
Als die Trolle letztlich doch zur Audienz gebeten werden, gelangen sie, Natiole und seine wlachkischen Begleiter in einen Hinterhalt. Zwar gelingt es ihnen sämtliche Angreifer zu besiegen, doch werden dabei der Großteil der Wlachaken sowie der Troll Zran getötet. Da sie nun von den Soldaten des Imperiums gejagt werden, entwenden Kerr, Wrag, Natiole und die überlebenden Wlachaken schließlich den Speer des dyrischen Prinzen aus dessen Mausoleum. Da die Trolle und Wlachaken nun als Verbrecher gesucht werden, gewährt Sargan ihnen Zuflucht. Als nach einiger Zeit Artaynis ins Haus ihres Vaters zurückkehrt, berichtet sie von der Ermordung von Flores und Marczeg Tamár und vor dem sich anbahnenden Krieg zwischen Masriden und Wlachaken. Sargan warnt Natiole außerdem, dass das Imperium einen Militärschlag gegen Wlachkis plant.
Als Ana vom Tod ihrer Eltern erfährt, schwört sie den Mördern Rache und beschließt Natiole und die Trolle auf deren Nachhauseweg zu begleiten.
Unterstützt von Sargans langjähriger Vertrauten Sciloi, gelingt es den Gefährten Dyrien sicher zu verlassen und in das Land zwischen den Bergen zurückzukehren. In Turduji angekommen, erhebt Ana nun Anspruch auf den Thron ihres Vaters. Während Tiradar nun seine Anwärterschaft zurückzieht, lässt sich Sziglos auf einen Zweikampf mit Ana ein. Der Kriegstreiber unterliegt dabei und wird von Ana getötet, so dass die Masriden sie als neuen Marczeg akzeptieren.
Kerr sichert Natiole die Unterstützung der Trolle im Fall eines Krieges gegen Wlachkis zu. Als er später dem Dunkelgeist mit der Waffe, die jenen einst verwundete, entgegentritt, muss er jedoch feststellen, dass sie nicht die gewünschte Wirkung auf das Geistwesen ausübt.
Zusammen mit dem Sonnenpriester Cornel gelingt es Ionnis, die Mörder von Flores und Tamár zu enttarnen. Der Drahtzieher der Meuchelmorde gibt dabei zu, dies getan zu haben, damit der Frieden mit den Masriden endet und die Wlachaken auch den Ostteil ihres Landes erobern könnten.
Als im folgenden Frühjahr die dyrische Armee angreift, stehen ihr die vereinigten Armeen der Wlachaken, Masriden und Szarken gegenüber. Die Verbündeten werden jedoch in dieser Schlacht schwer dezimiert. Sowohl der Voivode Şten als auch der Sonnenpriester Cornel fallen in der Schlacht gegen die Armeen des Imperiums. Ana wird zudem von einigen ihrer vermeintlichen Verbündeten verraten. Erst durch das Eingreifen von Kerr und seinen Trollen gelingt es, den zahlenmäßig weit überlegenen Dyriern Einhalt zu gebieten. Als schließlich sogar der, von dem Tiefentroll Azot geheilte, weiße Bär auf dem Schlachtfeld auftaucht, schöpfen die Verbündeten neue Hoffnung und es gelingt die Dyrier zu vertreiben.
Nach der siegreichen Schlacht und der Beerdigung seines Vaters wird Natiole cal Dabrân neuer Voivode von Wlachkis. Ionnis und Artaynis sind inzwischen ein Paar geworden und kündigen an, eine Rundreise durch Wlachkis vorzunehmen. Außerdem hat Natiole seinen Bruder zum Bojaren des Mardew ernannt. Sargan, bemüht sich die Beziehungen des Imperiums zu Wlachkis wieder zu verbessern. Kerr hält nun den Kontakt mit Natiole aufrecht, ist aber wieder in sein unterirdisches Reich zurückkehrt, wo er das Dasein als Troll genießt.

### Romane
- Christoph Hardebusch: Die Trolle (April 2006), 766 Seiten, Heyne Verlag (München) – ISBN 3-453-53237-6
- Christoph Hardebusch: Die Schlacht der Trolle (April 2007), 850 Seiten, Heyne Verlag (München) – ISBN 3-453-53270-8
- Christoph Hardebusch: Der Zorn der Trolle (September 2008), 557 Seiten, Heyne Verlag (München) – ISBN 3-453-52421-7

### Abenteuerspielbuch
- Christoph Hardebusch, Casjen Klosterhuis, Lydia Schuchmann: Trollblut (Februar 2008), 256 Seiten, Pegasus Spiele – ISBN 3-939794-09-0

## Vertonung
- Die Trolle (2007) – gelesen von Michael Pan, Verlag: Audible GmbH (ungekürzt)
- Die Schlacht der Trolle (2008) – gelesen von Michael Pan, Verlag: Audible GmbH (ungekürzt)
- Der Zorn der Trolle (2008) – gelesen von Michael Pan, Verlag: Audible GmbH (ungekürzt)